# Älgafallet
Älgafallet – wodospad na granicy szwedzko-norweskiej  w okręgu Østfold po stronie norweskiej i w gminie Tanum po szwedzkiej. Całkowita różnica poziomów wodospadu wynosi 46 metrów.